# القدس في اليهودية

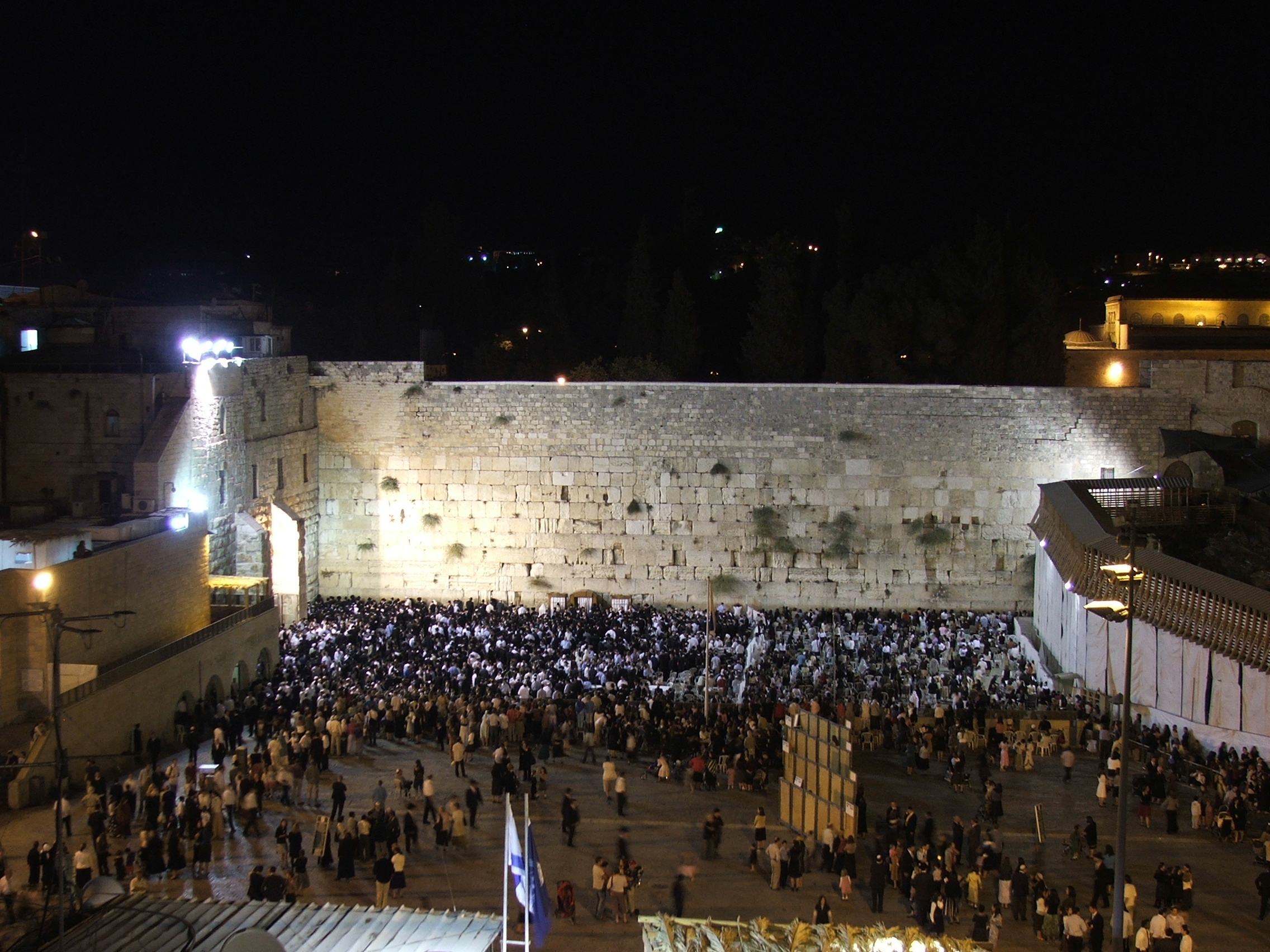
حشد من اليهود يتلون صلاتهم عند حائط البراق، أو حائط المبكى.

أصبحت مدينة القدس مدينة مقدسة عند اليهود بعد أن فتحها النبي والملك داود وجعلها عاصمة مملكة إسرائيل الموحدة في القرن العاشر قبل الميلاد. وكانت القدس تحوي الهيكل الذي بناه سليمان بن داود، الذي يسميه اليهود «هيكل سليمان»، بالإضافة إلى هيكل أو معبد حيرود الذي شُيّد في وقت لاحق بعد أن هُدم الهيكل الأوّل. ورد ذكر هذا الهيكل 632 مرّة في الكتاب المقدس، وما زال اليهود اليوم يتعبدون عند حائط البراق أو حائط المبكى، الذي يؤمنون بأنه كل ما تبقى من المعبد القديم، ويُشكل هذا الحائط ثاني أقدس الأماكن في اليهودية بعد «قدس الأقداس». وتعد مدينة القدس من المدن المقدسة الأربعة في الديانة اليهودية.
تُبنى جميع الكنس في العالم ومحرابها يواجه القدس، أما محاريب كنس القدس فتواجه «قدس الأقداس». تنص التوراة الشفهية والشريعة اليهودية أن الصلاة يجب أن تتلى في اتجاه القدس وهيكل حيرود، والكثير من الأسر اليهودية تضع لويحة «مزراح» على إحدى جدران منزلها لتحديد قبلة الصلاة. ذُكرت القدس في التناخ 669 مرّة، وذُكر اسم «صهيون» التي يقصد بها اليهود المدينة تارة وفلسطين ككل تارة أخرى، 154 مرّة.